# Peter Wirz
Peter Wirz (ur. 29 lipca 1960) – szwajcarski lekkoatleta specjalizujący się w biegach średniodystansowych, dwukrotny uczestnik letnich igrzysk olimpijskich (Los Angeles 1984, Seul 1988).

## Sukcesy sportowe
- dwukrotny mistrz Szwajcarii w biegu na 800 m – 1983, 1984
- mistrz Szwajcarii w biegu na 1500 m – 1986[1]
- dwukrotny halowy mistrz Szwajcarii w biegu na 800 m – 1985, 1986
- czterokrotny halowy mistrz Szwajcarii w biegu na 1500 m – 1982, 1983, 1984, 1989[2]

| Rok  | Miasto      | Zawody                      | Konkurencja    | Wynik         |
| ---- | ----------- | --------------------------- | -------------- | ------------- |
| 1979 | Bydgoszcz   | mistrzostwa Europy juniorów | bieg na 1500 m | brązowy medal |
| 1983 | Budapeszt   | halowe mistrzostwa Europy   | bieg na 1500 m | 4. miejsce    |
| 1984 | Göteborg    | halowe mistrzostwa Europy   | bieg na 1500 m | złoty medal   |
| 1984 | Los Angeles | letnie igrzyska olimpijskie | bieg na 1500 m | 6. miejsce    |
| 1986 | Madryt      | halowe mistrzostwa Europy   | bieg na 1500 m | 5. miejsce    |
| 1986 | Stuttgart   | mistrzostwa Europy          | bieg na 1500 m | 10. miejsce   |

## Rekordy życiowe
- bieg na 800 m – 1:47,98 – Berno 26/05/1984
- bieg na 1000 m – 2:18,37 – Berno 29/07/1983
- bieg na 1500 m – 3:35,83 – Los Angeles 10/08/1984
- bieg na 1500 m (hala) – 3:40,20 – Stuttgart 23/02/1985
- bieg na 1 milę – 3:55,68 – Londyn 11/07/1986
- bieg na 2000 m – 4:58,29 – Langenthal 27/07/1984
- bieg na 2000 m (hala) – 5:06,28 – Sindelfingen 01/02/1984 (rekord Szwajcarii)
- bieg na 3000 m – 7:44,89 – Sewilla 28/05/1987
- bieg na 3000 m (hala) – 7:51,42 – Stuttgart 12/02/1989
- bieg na 5000 m – 13:38,23 – Sittard 18/06/1989